# Edward Sangmeister
Edward Sangmeister (* 26. März 1916 in Ettlingen; † 18. Januar 2016 in Freiburg im Breisgau) war ein deutscher Prähistoriker. Er war ordentlicher Professor für Ur- und Frühgeschichte.

## Leben
Edward Sangmeister, Sohn von Irma Sangmeister, geborene Müller, und Ernst Sangmeister, wurde in Baden geboren. Im Jahre 1926 zog Sangmeisters Familie nach Marburg. Mit siebzehn Jahren schloss er dort sein Abitur ab um im Herbst 1934, nach einem halben Jahr Tätigkeit im Reichsarbeitsdienst, sein Studium der Vorgeschichte, Archäologie und Bauforschung an den Universitäten von Marburg und Kiel zu beginnen. Dort war es neben anderen die Lehre des Gero von Merhart, die ihn prägte. Edward Sangmeister wurde nach dem Studium der Ur- und Frühgeschichte 1939 an der Universität Marburg bei Gero von Merhart am 23. September 1939 zum Dr. phil. promoviert. Der Zweite Weltkrieg brachte Sangmeister zuerst nach Norwegen, dann u. a. in die Sowjetunion (UdSSR), wo er zweimal verletzt wurde. 1946 wurde er aus einem britischen Lazarett in Hamburg entlassen. Hiernach wirkte er als Privatlehrer, studierte aber in seiner freien Zeit am Seminar in Marburg und bereitete seinen ersten grundlegenden Aufsatz über den Charakter der bandkeramischen Siedlung vor.
Im Jahr 1949 wurde Sangmeister Assistent von Wolfgang Dehn am Marburger Institut.
Dort war er nach dem Kriegsdienst ab 1950 auch Assistent und habilitiert sich 1954. Von 1954 bis 1956 arbeitete er als Assistent am Deutschen Archäologischen Institut in Madrid. 1956 wurde er auf den neugeschaffenen Lehrstuhl für Ur- und Frühgeschichte an der Universität Freiburg berufen, zunächst als Extraordinarius, seit 1960, nach Ablehnung eines Rufes nach Kiel im Jahr 1959, als Ordinarius und Insd. Er lehrte dort als Direktor des Instituts für Ur- und Frühgeschichte bis zu seiner Emeritierung 1981. Von 1964 bis 1973 leitete er auf Einladung von Hermanfrid Schubart zusammen mit diesem die Ausgrabungen in Zambujal.
Seine Forschungsschwerpunkte waren die neolithischen Kulturen im süddeutschen Raum, das Glockenbecher-Phänomen und die Studien zu den Anfängen der Metallurgie in den frühen Metallzeiten, besonders der Kupferzeit, darüber hinaus beschäftigte er sich mit den Methoden der prähistorischen Archäologie, deren Diskussion stets ein wichtiger Bestandteil seiner Lehre an der Universität war.
Er war ordentliches Mitglied des Deutschen Archäologischen Instituts, korrespondierendes Mitglied der Schweizer Gesellschaft für Urgeschichte und der Soc. dos Arch. Portuguenses.

## Veröffentlichungen

### Monographien
- Fundstoff und Verlauf des Neolithikums im hessischen Kernland. Dissertation Marburg 1943.
- Die Jungsteinzeit im nordmainischen Hessen. Band 1: Becherkulturen im Nordmainischen Hessen. Heimatschollen-Verlag, Melsungen 1951.
- Steinzeit im Ries. 1954.
- mit anderen: Metallanalysen kupfer- und bronzezeitlicher Bodenfunde aus Europa. 1961.
- mit Siegfried Junghans und Manfred Schröder: Kupfer und Bronze in der frühen Metallzeit Europas. Mann, Berlin 1968/1974.
- mit Hermanfrid Schubart: Zambujal. Die Grabungen 1964 bis 1973. Mit Beiträgen von A. v. d. Driesch und J. Boessneck, M. Hopf, G. Sperl, B. Kleinmann (= Madrider Beiträge. Band 5: Zambujal. Teil 1). Verlag Philipp von Zabern, Mainz 1981, ISBN 3-8053-0055-7.
- mit María de la Cruz Jiménez Gómez: Zambujal. Kupferfunde aus den Grabungen 1964 bis 1973; Los Amuletos de las Campañas 1964 hasta 1973 (= Madrider Beiträge. Band 5: Zambujal. Teil 3). Verlag Philipp von Zabern, Mainz 1995, ISBN 3-8053-1571-6.
- Zur Bedeutung urgeschichtlicher Kulturgrenzen. Sonderdrucke aus der Albert-Ludwigs-Universität Freiburg, Originalbeitrag erschienen in: Hans Fenske (Hrsg.): Historia integra. Festschrift für Erich Hassinger zum 70. Geburtstag.  Duncker & Humblot, Berlin 977, S. 9–31

### Aufsätze (Auswahl)
- mit Joseph Schneider: Riesensteingrab und Menhir bei Degernau, Ldkrs. Waldshut. In: Badische Fundberichte. Amtliches Jahrbuch für die ur- und frühgeschichtliche Forschung Badens. 21. Jg., 1958, S. 77–92.
- Zu einigen frühbronzezeitlichen Funden aus Portugal. In: Arqueologia e História 8ª série. Band 8, Lissabon 1958. S. 45–49.
- Sozial-ökonomische Aspekte der Glockenbecherkultur. In: Ilse Schwidetzky (Hrsg.): Beiträge zur Prähistorischen Anthropologie und Urgeschichte Europas, Kurt Gerhardt zum 60. Geburtstag (= Homo. Zeitschrift für die vergleichende Forschung am Menschen. Band 23, Heft 1–2). Verlag Musterschmidt, Göttingen/Zürich/Frankfurt 1972, S. 188–203.
- Das Verhältnis der Glockenbecherkultur zu den einheimischen Kulturen der Iberischen Halbinsel. In: Glockenbechersymposium Oberried 1974. Bussum 1976, S. 423–438.
- Das frühe Neolithikum Südwestdeutschlands. In: Bausteine zur geschichtlichen Landeskunde von Baden-Württemberg, Kommission für geschichtliche Landeskunde in Baden-Württemberg anlässlich ihres 25jährigen Bestehens. Stuttgart 1979, S. 27–48.
- Schnurkeramik in Südwestdeutschland. In: Jahresschrift für mitteldeutsche Vorgeschichte. Band 64, Halle 1981, S. 117–141.
- Nachdenken über eigenes Tun in der urgeschichtlichen Archäologie. In: Freiburger Universitätsblätter. Band 140, 1998, S. 77–90 (autobiographisch, Volltext; PDF; 1,2 MB)
- Geschichte der archäologischen Forschung in Baden. In: Edward Sangmeister (Hrsg.): Zeitspuren. Freiburg 1992, ISBN 3-929140-01-2, S. 8–20.
- siehe auch Literatur zu Zambujal.